# Lesbia nuna
Colibri-rabilongo-pequeno ou beija-flor-de-longa-cauda-verde (nome científico: Lesbia nuna) é uma espécie de ave pertencente à família Trochilidae. É uma das duas espécies pertencentes ao gênero Lesbia. Pode ser encontrada em altitudes entre 1700 e 3800 metros, desde a Colômbia até a Bolívia.

## Taxonomia
Foi descrita pela primeira vez em 1832, na Cordilheira dos Andes, a partir de espécimes coletados no sudoeste do Peru, pelo ornitólogo francês René Primevère Lesson, sob o basônimo de Ornismya nuna. É uma das duas espécies pertencentes ao gênero Lesbia, introduzido em 1833 por Lesson, ao lado do colibri-rabilongo-grande, sendo a espécie-tipo deste gênero. O nome do gênero deriva do termo grego antigo Λεσβίες, "lesbíās", que se refere às habitantes da ilha de Lesbos, na Grécia. O epíteto específico, nuna, por sua vez, faz referência à Nouna-Koali, uma personagem do livro de 1829, Ismaël Ben Kaïzar ou La découverture du Nouveau Monde.

### Subespécies
São reconhecidas seis subespécies:
- Lesbia nuna Lesson, 1832, beija-flor-de-longa-cauda-verde[10] — pode ser encontrado na região que abrange os Andes do norte e sul da Venezuela, Equador, Colômbia e Bolívia
  - Lesbia nuna nuna Lesson, 1832 — subespécie nominal; pode ser encontrado nos Andes do sudeste do Peru
  - Lesbia nuna boliviana Boucard, 1891 — incluída na nominal; pode ser encontrado nos Andes bolivianos entre o departamento de La Paz e a região de Cochabamba
  - Lesbia nuna gouldii (Loddiges, 1832) — pode ser encontrado nos Andes colombianos e, de acordo com registros mais antigos, em Mérida na Venezuela ocidental
  - Lesbia nuna gracilis Gould, 1846 — pode ser encontrado nos Andes equatorianos sententrional e central
  - Lesbia nuna aureliae Weller & Schuchmann, 2004 — pode ser encontrado nos Andes do sudeste do Equador, entre o departamento de Azuay e o departamento de Loja
  - Lesbia nuna pallidiventris Simon, 1902 — pode ser encontrado nos Andes do norte peruano
  - Lesbia nuna huallagae Weller & Schuchmann, 2004 — pode ser encontrado nos Andes do Peru central

## Distribuição e habitat
Pode ser encontrada na Colômbia, Equador, Peru e Bolívia, havendo também registros na Venezuela. Os seus habitats naturais são: matagal tropical ou subtropical de alta altitude e florestas secundárias altamente degradadas.